# Kajikia
Genre
Kajikia est un genre de poissons de la famille des Istiophoridae et qui se rencontrent dans les eaux subtropicales de tous les océans.

## Liste d'espèces
Selon World Register of Marine Species (2 septembre 2021) :
- Kajikia Albida (en) (Poey, 1860), le marlin blanc
- Kajikia audax (Philippi, 1887), le marlin rayé